# Eragon (roman)
Eragon je fantazijski roman ameriškega pisatelja Christopherja Paolinija, ki je prvič izšel leta 2003. Je prvi del cikla Dediščina (angleško Inheritance Cycle). Po njem so leta 2006 posneli istoimenski film.

## Povzetek
Zgodba govori o dečku Eragonu, ki v Grebenju (območje v deželi Alagaesii ki obdaja Eragonovo vas) med lovom na divjad najde čuden moder kamen, za katerega se se pozneje izkaže, da je pravzaprav zmajevo jajce. Iz njega se kasneje izvali zmajčica Saphira. Knjiga nato pripoveduje o njunih dogodivščinah z vaškim pravljičarjem, ki ni, za kar se izdaja, ter njunem boju proti silam cesarstva, katerega zlobni vladar Galbatorix si hoče prisvojiti vsako ped tamkajšnje zemlje ter iztrebiti vse svoje nasprotnike.